# Yolanda Luján
Yolanda Luján es una telenovela argentina producida en 1984 por Crustel S.A. y por el autor Ángel Valdés Iturralde. Protagonizada por la primera actriz Verónica Castro. Coprotagonizada por Víctor Laplace, Virginia Faiad, Rodolfo Machado, Constanza Maral, María Maristany, Vicky Olivares, Flora Steinberg, Rubén Stella, Orlando Carrió y Tony Vilas. También, contó con las actuaciones especiales de Nelly Meden, Luis Dávila y la primera actriz Irma Córdoba. Y las participaciones de Enrique Kossi e Inés Moreno como actores invitados.
El tema musical principal es compuesto por Sergio Esquivel e interpretado por la protagonista y la entrada de la telenovela es una de las más emblemáticas de Castro pues frente a un espejo, ve desfilar a todos los personajes de la obra.

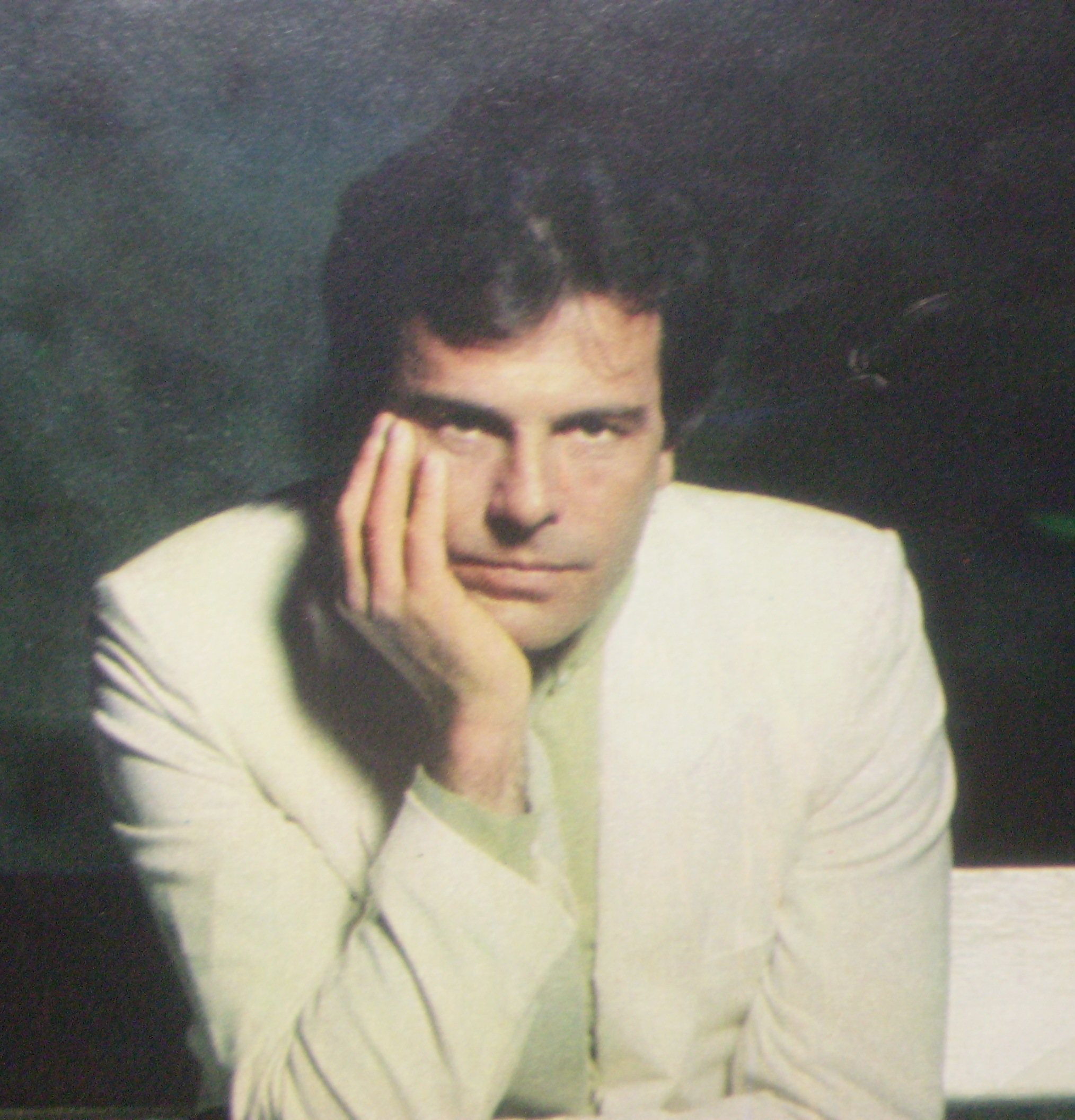
Victor Laplace.

## Sinopsis
Trata la historia de Yolanda (Verónica Castro), una humilde muchacha que vive con su padre enfermo, y así conoce al doctor Juan Carlos Hidalgo Del Castillo (Víctor Laplace). Luego su padre muere y Yolanda entra a trabajar como mucama en la casa de Juan Carlos, allí se enamoran ante la oposición de toda su familia, en especial de su abuela (Irma Córdoba); solo el padre del médico (Enrique Kossi) aprecia a Yolanda. Juan Carlos tiene un hermanastro que se enamora de Yolanda y llega a la maldad y la locura por ella. Juan Carlos y Yolanda, a pesar de todo, continúan su amor a escondidas hasta que ella queda embarazada. Por un error y maldad, Yolanda es culpada por un asesinato que no cometió y va a a parar a la cárcel, embarazada, allí pasa por muchas tristezas e injusticias y conoce a otro joven médico (Orlando Carrio) que se enamora de ella y la atiende dentro de la cárcel debido a su estado de futura mamá. Yolanda, en todo momento, se encomienda a la Virgen de Luján (Virgen venerada en Argentina y por la cual lleva su nombre). En prisión, Juan Carlos decide casarse con Yolanda a pesar de la adversidad. Luego ella da a luz un niño. Por fin se hace justicia luego de juicios y acusaciones, Yolanda sale libre de culpa y cargo y cae presa la verdadera asesina. Yolanda se convierte en una mujer rica y con Juan Carlos quedan felices junto a la cuna de su pequeño hijo.

## Elenco
- Verónica Castro como Yolanda Luján.
- Víctor Laplace como Juan Carlos Hidalgo del Castillo.
- Irma Córdoba como Sara Sotomayor
- Rubén Stella como Gonzalo Hidalgo del Castillo.
- Orlando Carrio como El Doctor Damián
- Tony Vilas como Sergio Larrazábal.
- Enrique Kossi como Ignacio Hidalgo del Castillo.
- Inés Moreno como Olivia Borges.
- Luis Dávila como Aníbal.
- Joaquín Piñón como Romualdo.
- Nelly Meden como Jorge "Cocó".
- Rodolfo Machado como Javier Valdivia.
- Constanza Maral como Mara Benavídez.
- Manuel Callau como Roberto Betancur.
- Graciela Stéfani como Maribel.
- Vicky Olivarez como Silvia Mijares.
- Carlos La Rosa como Francisco Zaldívar.
- Ana María Caso como Isabel Cabrales.
- Fernanda Nucci como Bianca.
- Virginia Faiad como Diana Valdivia.
- María Maristani como Matilde.
- Amadeo Ronco como Don Esteban Luján.
- Alejandra Chávez

## Cortina musical
La telenovela lleva como tema principal y de entrada "Esa Mujer" con la voz de Verónica Castro. También, en el transcurso de la telenovela en su versión italiana, un año y medio después, se escuchan temas de la misma actriz Verónica Castro como el tema de salida llamado ( SimplementeTodo) y también cuenta con otros cantantes románticos de baladas como Sandro  y Franco Simone.